# آداورا الونو
آداورا الونو (انگلیسی: Adaora Elonu؛ زادهٔ ۲۸ آوریل ۱۹۹۰) بازیکن بسکتبال اهل نیجریه است.
وی در مسابقات کشوری و بین‌المللی در مجموع برندهٔ ۳ مدال طلا، ۱ مدال برنز شده‌است.